# Breda Ba.19
O Breda Ba.19 foi uma aeronave biplano monolugar de aerobática desenvolvida pela Breda para a força aérea como um avião de treino em 1928.
Foi utilizado pela Squadriglia di Alta Acrobazia Aerea durante os anos trinta do século XX, para demonstração de performances aero-acrobáticas.

## Operadores
- Reino da Itália
  - Regia Aeronautica
    - Squadriglia di Alta Acrobazia Aerea